# Abela
Abela es una freguesia portuguesa del concelho de Santiago do Cacém, con 137,58 km² de superficie y 1.107 habitantes (2001). Su densidad de población es de 8,0 hab/km².